# Малый короткокрылый дрозд
Малый короткокрылый дрозд (лат. Brachypteryx leucophris) — вид птиц из семейства мухоловковых. Выделяют пять подвидов.

## Распространение

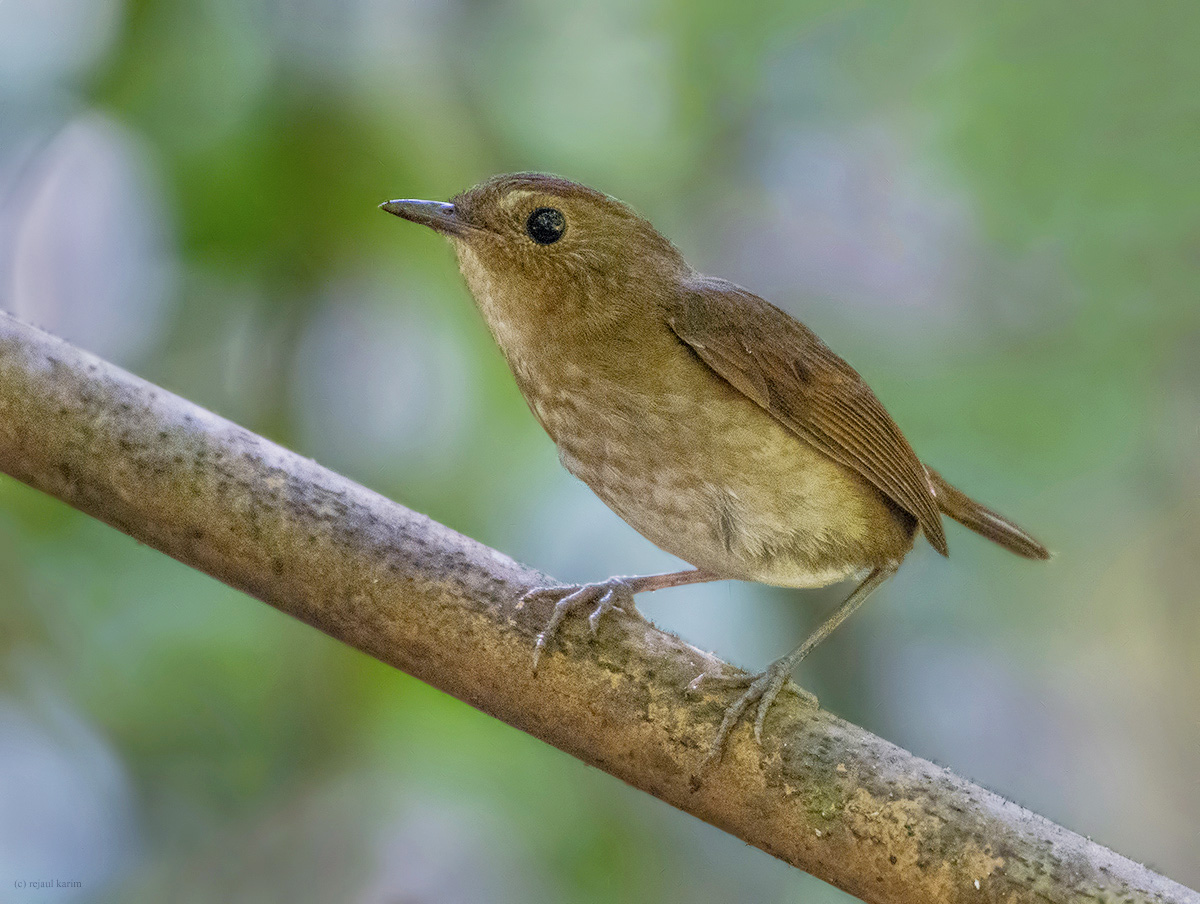
Brachypteryx leucophris carolinae

Обитают в Юго-Восточной Азии, на Суматре, Яве и Малых Зондских островах. Естественной средой обитания являются субтропические и тропические влажные горные леса.

## Описание
Длина тела 13 см. Короткий хвост и короткие крылья. Самец сверху бледно-синего цвета, самка — коричневого. У представителей обоих полов белые горло и брюшко, а также тонкая белая линия «бровей», которая, однако, может быть скрытой. Самцы подвидов wrayi и langbianensis имеют темно-серо-синий цвет на груди и боках.